# 劉仕
劉仕（1491年—？），字以學，陝西延安府鄜州中部縣人，軍籍，明朝政治人物。

## 生平
正德十一年（1516年）丙子科陝西鄉試第二名舉人。正德十六年（1521年）中式辛巳科會試第一百十三名，登第二甲第八十四名進士。官刑部主事。嘉靖三年（1524年）大禮議期間，參與左顺门哭谏，受廷杖。歷升刑部郎中。嘉靖六年（1527年），受李福达案牽連，革職遣戍。穆宗即位後，起為太僕少卿，不就。

## 家族
曾祖劉準；祖父劉景，巡檢封知府；父劉璋，曾任知縣。母張氏；繼母謝氏。具庆下。弟价、倬、儒。
孫劉禋。